# FK Belasica Strumica
FK Belasica Strumica (Macedonisch: ФК Беласица) is een Macedonische voetbalclub uit de stad Strumica.
De club werd in 1922 opgericht. In 1983 en 1988 werd de club kampioen van Macedonië. In die tijd was dat een onderdeel van de Joegoslavische competitie, de winnaar speelde een play-off om te promoveren naar de 2de klasse van Joegoslavië.
Na de onafhankelijkheid van het land was Belasica medeoprichter van de hoogste klasse en eindigde 10e op 18 clubs. Na enkele seizoenen in de middenmoot degradeerde de club in 1998 als voorlaatste in de stand naar de 2de klasse. Na 2 seizoenen werd Belasica kampioen en keerde zo terug naar de hoogste klasse en eindigde meteen 4de. Het volgende seizoen was zelfs nog beter, na de heen- en terugronde stond de club bovenaan de rangschikking samen met Pobeda Prilep. Hierna werd de competitie opgedeeld in een competitie om de titel en de degradatie. Na de eerste fase stond de club alleen aan de leiding maar in de 2de fase werd Belasica net ingehaald door Vardar Skopje dat met één punt voorsprong de titel in beslag nam. Het volgende seizoen werd opnieuw de vicetitel behaald. In Europa ging het minder goed, daar werd Belasica 2 keer op rij in de eerste voorronde uitgeschakeld.
Na de 2 vicetitels ontsnapte de club maar net aan de degradatie in 2004. In 2005 eindigden ze in de middenmoot maar 2006 was de doodsteek, Belasica degradeerde opnieuw. In 2012 zakte de club naar de Treta Liga. In 2018 keerde de club terug op het hoogste niveau maar degradeerde direct. In 2020 promoveerde de club opnieuw en wederom volgde directe degradatie.

## Eindklasseringen
| 9 |

| 12 |

| 10 |

| 9 |

| 10 |

| 13 |

| 2 |

| 1 |

| 4 |

| 2 |

| 2 |

| 10 |

| 8 |

| 12 |

| 9 |

| 4 |

| 8 |

| 8 |

| 5 |

| 16 |

| 4 |

| 1 |

| 1 |

| 3 |

| 1 |

| 1 |

| 9 |

| 1 |

| 12 |

| 2 |

| 10 |

| 7 |

| Prva Liga | Vtora Liga | Treta Liga |

## Belasica in Europa
#Q = #kwalificatieronde, T/U = Thuis/Uit, W = Wedstrijd, PUC = punten UEFA coëfficiënten .
Uitslagen vanuit gezichtspunt FK Belasica
| Seizoen | Competitie | Ronde | Land              | Club           | Totaalscore | 1e W    | 2e W    | PUC |
| ------- | ---------- | ----- | ----------------- | -------------- | ----------- | ------- | ------- | --- |
| 2002/03 | UEFA Cup   | 1Q    | Vlag van Portugal | Leixões SC     | 3-4         | 2-2 (U) | 1-2 (T) | 0.5 |
| 2003/04 | UEFA Cup   | 1Q    | Vlag van Slovenië | Publikum Celje | 2-12        | 2-7 (U) | 0-5 (T) | 0.0 |

Totaal aantal punten voor UEFA coëfficiënten: 0.5
Zie ook
- Deelnemers UEFA-toernooien Noord-Macedonië
- Ranglijst van alle clubs die in de diverse Europa Cups zijn uitgekomen

## Bekende (ex-)spelers
- Igor Gjuzelov
- Goran Pandev
- Goran Popov
- Robert Popov